# Rangdienstalter
Rangdienstalter (afgekort: R.D.A.) het vroegere Patent genoemd, geeft de datum die een officier een rang in de officiële Dienstaltersliste (vrije vertaling: anciënniteitslijst) toegewezen kreeg. Deze datum had een aanzienlijke invloed op de anciënniteit volgorde van de bevorderingen in het rangordesysteem. De datum van de Rangdienstalter kon sterk verschillen van de daadwerkelijke datum van een bevordering (Vorpatentierung).
Voorbeelden
Uittreksel uit de lijst van generale stafofficieren van de Wehrmacht:
| Volgnummer | Rang            | R.D.A.       | Naam            | Functie                                  |
| ---------- | --------------- | ------------ | --------------- | ---------------------------------------- |
| 1.         | Generaloberst   | 19.7.40(8)   | Heinz Guderian  | Chef.GenSt.d.H.                          |
| 16.        | Generalleutnant | 1.1.44(10)   | Hans Speidel    | F.R.OKH. (D.r.P3)                        |
| 73.        | Oberst          | 1.1.44(144a) | Reinhard Gehlen | Abt.Chef Abt.Fr.Heere Ost im Gen.St.d.H. |
| 689.       | Major           | 1.1.43(21)   | Hans Eberling   | Gen.St. 545. Grenadier-Division – Ib     |

## Literatur
- (de)  Stumpf, Reinhard. Die Wehrmacht-Elite -Rang- und Herkunftstruktur der deutschen Generale und Admirale 1933–1944, Boppard/Rhein 1982. ISBN 978-3-486-41815-6.